# رابطة المثقفين والكتاب الليبيين
رابطة المثقفين والكتاب الليبيين تأسست في لندن عام 1997م بغرض التعريف بواقع الثقافة والمثقفين في ليبيا. أسس الرابطة مجموعة من المثقفين الليبيين المقيمين في الخارج، وتحديدا معظمهم في بريطانيا، وارتأوا من خلال الخطوة -كما اوضح بيان أصدروه- قيام كيان اعتباري يجمع شمل المثقفين الليبيين ويتبنى قضاياهم، ويدافع عنها أمام مختلف الجهات، ويرعى حقوقهم المادية والمعنوية، ويحافظ عليها بالطرق والوسائل الممكنة والمتاحة، فضلاً عن إتاحة الفرصة أمام العطاءات الفكرية والادبية لمثقفي ليبيا وكتابها داخل بلادهم وخارجها.